# The Pigeon Detectives
The Pigeon Detectives är en engelsk musikgrupp från Rothwell, Leeds som skapades 2002. De har utmanats av kända DJ:s som Steve Lamacq och Jo Whiley, och spelat på Reading- och Leedsfestivalerna 2006, där de kallades "bandet som antagligen kommer till den stora scenen 2007" i en recension av NME
De stödde Dirty Pretty Things när de turnerade under våren 2006. I tidiga november 2006 stödde de musikgruppen Kaiser Chiefs på ett par spelningar i Europa. 

## Diskografi
- Wait for Me - 2007
- Emergency - 2008